# Vol Southern Airways 49
Le 10 novembre 1972, un Douglas DC-9 effectuant le vol Southern Airways 49 est détourné peu après son décollage de l'aéroport de Birmingham, en Alabama, aux États-Unis. Le détournement s'étend sur près de trente heures, trois pays et plus de 6 400 kilomètres, ne se terminant que le lendemain soir dans la ville de La Havane à Cuba.
Trois hommes détournent l'avion de la compagnie aérienne américaine Southern Airways qui effectue un vol reliant Memphis, dans le Tennessee, à Miami, en Floride avec des escales prévues à Birmingham et Montgomery, en Alabama puis à Orlando, en Floride. Trente-quatre personnes, dont trente-et-un passagers et trois membres d'équipage, se trouvent à bord lors du détournement. Finalement, les trois hommes sont appréhendés par les autorités cubaines puis plus tard transférés aux États-Unis. Aucune personne n'est décédée dans l'incident.
La menace des pirates de l'air de faire écraser l'avion sur un réacteur nucléaire conduit directement les autorités américaines à exiger que les passagers des compagnies aériennes soient physiquement contrôlés dans les aéroports, ce qui n'était pas le cas auparavant. Dès lors, cette mesure devient effective aux États-Unis à compter du 5 janvier 1973 et demeure un standard de sécurité de nos jours dans les aéroports du monde entier.

## Détournement
Le 10 novembre 1972, peu de temps après son décollage à 19 h 20 de Birmingham, en Alabama, trois pirates de l'air, Melvin Cale, Louis Moore et Henry D. Jackson Jr., tous trois faisant déjà l'objet d'accusations criminelles, brandissent des armes de poing et des grenades à main et prennent le contrôle de l'avion, exigeant une rançon de dix millions de dollars américains. Les pirates de l'air font voler l'avion vers plusieurs villes aux États-Unis, au Canada et à Cuba, y compris Jackson, dans le Mississippi, Détroit, dans le Michigan, Cleveland, dans l'Ohio, Toronto, en Ontario, Knoxville et Chattanooga, dans le Tennessee, Lexington, dans le Kentucky, La Havane, à Cuba, Key West et Orlando, en Floride, le temps que ces derniers réfléchissent à leurs revendications, avant de finalement diriger à nouveau l'avion vers La Havane.
Sur le parcours, les pirates de l'air menacent de faire écraser l'avion sur un réacteur nucléaire de recherche, le réacteur isotopique à haut flux du laboratoire national d'Oak Ridge, dans le Tennessee, si leurs demandes de rançon ne sont pas satisfaites,,.

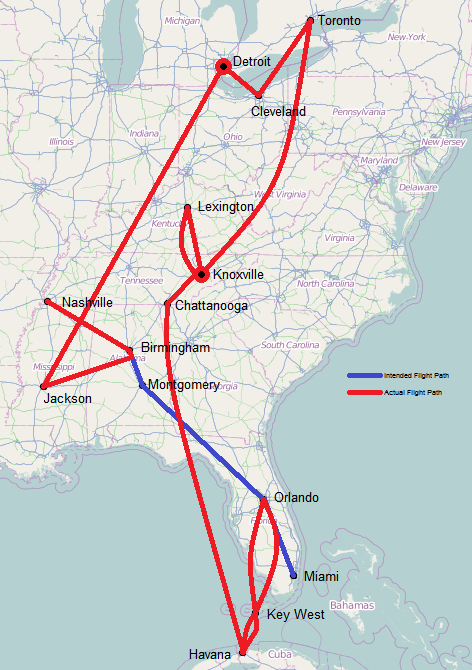
Trajectoire approximative du vol Southern Airways 49 montrant, en bleu, le plan de vol prévu et, en rouge, la trajectoire effectuée après le détournement.

Alors qu'ils se trouvent au-dessus d'Oak Ridge, les pirates de l'air négocient avec de nombreux responsables, y compris des membres du Federal Bureau of Investigation (FBI), qui ne réussissent qu'à obtenir deux millions de dollars de rançon. L'avion atterrit ensuite à Chattanooga, dans le Tennessee, après avoir décollé de Knoxville. Après avoir récupéré l'argent, qui ne constitue qu'une partie de la rançon demandée initialement, l'avion décolle à nouveau, en direction de La Havane, à Cuba. Les pirates de l'air distribuent alors une partie de l'argent de la rançon aux passagers. Par la suite, malgré leur atterrissage sur le sol cubain et contrairement aux attentes des pirates, le dirigeant cubain Fidel Castro ne les accepte pas dans le pays. Les trois hommes dirigent alors l'avion vers Orlando, en Floride, puis envisagent même de voler vers l'Algérie (ce qui n'était pas possible en raison de la portée limitée de l'avion). Cette situation marque ainsi la première fois qu'un avion détourné quitte Cuba avec les pirates de l'air toujours présents à bord. Alors que l'avion est arrêté pour faire le plein à l'aéroport McCoy d'Orlando, le FBI tire sur deux des quatre pneus principaux de l'avion, précipitant les pirates de l'air à tirer sur le copilote Harold Johnson au bras et à forcer le commandant de bord William Haas à décoller,,.

## Capture et conséquences
Le détournement prend fin lorsque l'avion atterrit à nouveau à La Havane, à Cuba, le 11 novembre, après avoir voyagé environ vingt-neuf heures sur plus de 6 400 kilomètres,. Dès lors, les pirates de l'air sont retirés de l'avion par les autorités cubaines et capturés après avoir tenté de s'échapper,. Ces derniers passent huit ans dans une prison cubaine avant de retourner aux États-Unis pour purger des peines de prison supplémentaires de vingt à vingt-cinq ans,. Par la suite, Cuba renvoie l'avion, l'équipage, les passagers et plus tard, en août 1975, l'argent de la rançon aux États-Unis. L'incident conduit à un bref traité en 1973 entre les États-Unis et Cuba pour extrader les pirates de l'air, qui n'a pas été renouvelé depuis,.
À la suite de l'incident, les autorités américaines mettent en place l'obligation, effective à partir du 5 janvier 1973, des contrôles physiques des passagers au sein des aéroports avant l'embarquement dans les avions, une mesure qui constitue de nos jours une norme de sécurité dans les aéroports du monde entier,,,.
Le détournement a fait l'objet d'un épisode dans la série documentaire de National Geographic « Je suis un rebelle » (« I Am Rebel ») diffusé en juin 2016.